# Arnold von Vitinghove

Wappen derer von Vietinghoff, Vietinghoff-Scheel und Vietinghoff-Riesch

Arnold von Vitinghove (Vietinghoff; † 11. Juli 1364) war von 1360 bis 1364 Landmeister des Deutschen Ordens in Livland. Er entstammte dem westfälischen Adelsgeschlecht der Vietinghoffs in der Grafschaft Mark mit Stammhaus Vittinghoff (heute Ruine) bei Essen-Rellinghausen.
Arnold von Vitinghove zeichnete sich als Gebietiger und Landmeister des Deutschen Ordens wiederholt in den Litauerkriegen des Deutschen Ordens aus.

## Leben
In den Jahren 1341 bis 1346 wird von Vitinghove als Komtur des Deutschen Ordens zu Marienburg in Livland erstmals urkundlich erwähnt. 1348 wurde er Komtur zu Reval. 1360 verlieh ihm das „Landkapitel“ des Livländischen Ordenszweiges die Würde eines Landmeisters, was durch den Hochmeister Winrich von Kniprode bestätigt wurde.

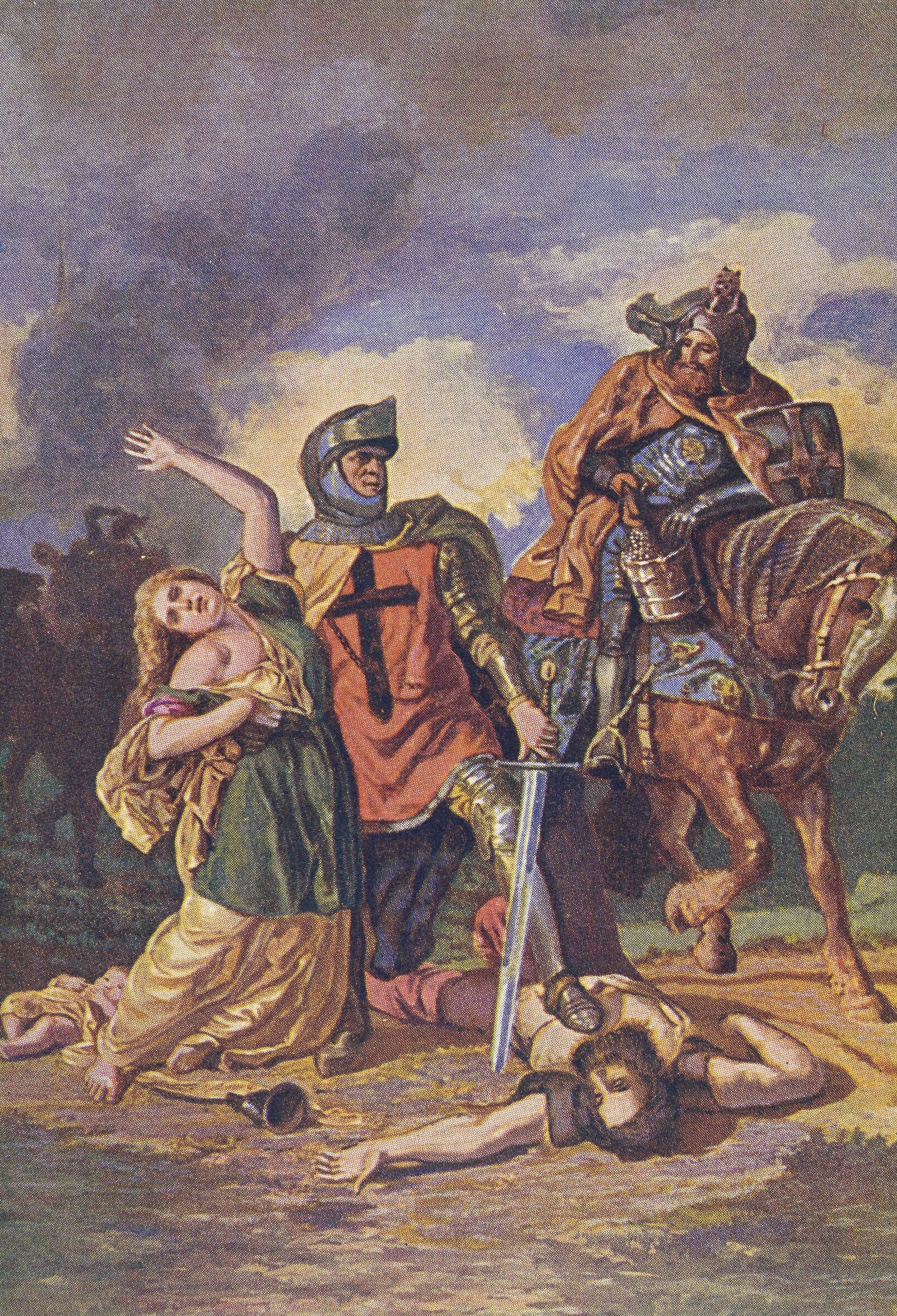
Ideologisch verklärte Darstellung des Kampfes in Litauen; Radierung von Wojciech Gerson

Im gleichen Jahr unternahm er einen ersten erfolgreichen Heerzug gegen den schamaitischen Bojaren Eginthen, der sich laut des Chronisten rühmte, er wolle alle Christen und Deutsche aus dem Lande vertreiben. Ein Jahr später erfolgte eine sogenannte „Kriegsreise“, auf der von Vitinghove die Gefolgschaft des litauischen Adligen Zywa gefangen nahm und so Zywa selbst zu einem Lehnsmann des Ordens machte.
1362 unternahm Arnold weitere Heereszüge nach Schamaiten. In militärischer Koordination des livländischen Ordenszweiges mit preußischen Ordensrittern unter dem Hochmeister Winrich von Kniprode sollte die litauische Burg Kaunas zerstört werden. Der Hochmeister und Arnold von Vitinghoves Streitkräfte belagerten seit März 1362 die stark befestigte Burg. Die Eroberung der strategisch wichtigen Festung gelang Mitte April. Mit der Einnahme von Kaunas gelang die Gefangennahme eines Sohnes des litauischen Großfürsten Kęstutis. Dieser war in dieser Zeit neben seinem Bruder, dem Großfürsten Algirdas, der gefährlichste Kontrahent der expansiven Pläne des Deutschen Ordens in Schamaiten. Ein weiterer umfangreicher Heerzug des livländischen Ordenszweiges gegen Schamaiten wurde unter von Vitinghoves Führung im Herbst des gleichen Jahres geführt.
Am 10. Juni 1362 fand in Dorpat eine Zusammenkunft des Landmeisters mit den livländischen Bischöfen von Ösel, Reval und Dorpat, den Äbten von Valkena und Padis, „den Pröbsten und Domherren von Riga, ferner mit Rittern, Knappen und Bürgern des ganzen Landes statt.“ Die Zusammenkunft behandelte Missstände sowie Rivalitäten bei der Landesverwaltung. Der Meister beklagte sich, dass „Herr Johannes, Bischof von Dorpat, ihn und den Orden bei Königen und Fürsten, wie auch bei den Seestädten verunglimpfe, dass er ihn und den Orden im Kampf gegen die Litauer nicht unterstütze, und ferner Untertanen des Ordens bei Geschäften übervorteile.“ Der Bischof seinerseits beurkundete künftig gegenüber dem Orden sein loyales Verhalten, was ihn aber nicht daran hinderte, in der Folge vor Papst Urban V. eine weitere Klage gegen den Landmeister Arnold und den Deutschen Orden als Ganzes anzustrengen.
1363 unternahm Arnold einen neuen Kriegszug in das „Land der Opithen“ (am Ufer des Flusses „Nawese“), wo sein Heer „das Land arg verwüstete.“
1364 trafen Hochmeister Winrich von Kniprode und Landmeister Arnold im Rahmen eines weiteren „Litauerzuges“ nahe der Burg Wilkomir zusammen, „wo sie neun Tage unter Verwüstung und Abführung vieler Gefangener blieben.“
Währenddessen wurde bei einem Überfall der Streitmacht des Großfürsten Kęstutis auf den Tross des Ordensheeres die Verpflegung des Ordensheeres und vor allem das logistisch wichtige Pferdefutter vernichtet.
Am 11. Juli 1364 verstarb der Landmeister Arnold von Vitinghove unter ungeklärten Umständen. Sein Nachfolger als Landmeister von Livland wurde Wilhelm von Friemersheim.

### Zeitgenössische Chroniken
- Hermann von Wartenberg: Chronicon Livoniae. (um 1378)